# Conus mozambicus
Conus mozambicus é uma espécie de gastrópode do gênero Conus, pertencente à família Conidae.